# کورتیولونا
کورتیولونا (به ایتالیایی: Corteolona) یک منطقهٔ مسکونی در ایتالیا است که در استان پاویا واقع شده‌است. کورتیولونا ۷۱ متر بالاتر از سطح دریا واقع شده‌است.